# Squatina tergocellatoides
Pour les articles homonymes, voir Ange de mer.
Espèce
Répartition géographique
Statut de conservation UICN

 VU A2d+4d : Vulnérable
Squatina tergocellatoides ou ange de mer dandy est un requin de la mer de Chine.

## Référence
- Chen, 1963 : A review of the sharks of Taiwan. Biological Bulletin Tunghai University Ichthyology Series Number 1 p. 1–102.